# Johann IV. (Gützkow)
Johann IV. von Gützkow, auch Henning von Gützkow († vor 27. Mai 1372), war der letzte Graf von Gützkow.

## Forschungsgeschichte
Die Abgrenzung der einzelnen Gützkower Grafen mit Namen Johann ist ebenso schwierig, wie dies bei ihren Verwandten namens Jaczo der Fall ist. Von der ursprünglichen Annahme, es gebe vier gleichnamige Gützkower Grafen Jaczo, konnte die Forschung auf drei oder ggf. zwei Personen reduzieren. Bei den Gützkower Grafen Johann ist Theodor Pyl von fünf gleichnamigen ausgegangen, Roderich Schmidt hat zumindest in seiner knappen Abhandlung nur drei erwähnt, während Detlev Schwennicke von sechs zu unterscheidenden Grafen Johann von Gützkow ausging. Hinzu kommt, dass auch die gleichnamigen Burgmannen von Wieck vor Gützkow zumindest einen Angehörigen namens Johann von Gützkow hatten, der zu Beginn des 14. Jahrhunderts urkundlich auftrat.
Als gesichert und unstrittig gilt, dass Johann IV. von Gützkow ein Sohn Johanns II. von Gützkow und der jüngere Bruder des Grafen Johann III. († 1334) war.
Der Auffassung, dass Johann IV. derjenige war, welcher zwischen dem 16. Januar und 18. Juni 1334 wohl seinen in der Schlacht am Kremmer Damm erhaltenen Wunden erlag, wurde zuerst von Johannes Hoffmann widersprochen, dem sich später Rymar und Schwennicke anschlossen. Die jüngere Forschung sieht also Johann III. als den 1334 verstorbenen und Johann IV. als denjenigen Grafen von Gützkow, welcher zwischen 1359 und 1372 den Mannesstamm seines Geschlechts beschließt. Eine eindeutige urkundliche Beweislage, welcher der beiden gräflichen Brüder das Jahr 1334 überlebte, existiert nicht.

## Urkundliches Auftreten
Die Grafen Nikolaus, Johann III. und Johann IV. von Gützkow überließen am 21. April 1320 der Greifswalder Bürgerfamilie von Krebsow für 640 Mark Wendisch die Hälfte des Dorfes Hanshagen, nebst den beiden Untermühlen, 15 Landhufen und einige Katen als Deckung der Schuld ihres kürzlich verstorbenen Vetters Graf Bernhard von Gützkow. Auch Bernhards Schwester Margarete von Gützkow setzte ihr Siegel unter die Urkunde.
Die Grafen Johann III. und Johann IV. von Gützkow (Johannes et Johannes, fratres, Dei gracia comites de Gutzekow) verpfändeten am 27. März 1323 dem Greifswalder Bürger Martin von Münster drei Mark Bede aus drei Hufen ihres Gutes in Diedrichshagen für 30 Mark. Ebenfalls 1323 verliehen beide Grafen dem Kloster Eldena 5 Mark Bede in Weitenhagen.
Im ersten rügischen Erbfolgekrieg waren die Grafen von Gützkow zunächst Parteigänger der Mecklenburger. Nachdem die Städte Demmin und Greifswald Mitte August 1326 einen Waffenstillstand verweigerten, erklärte auch Graf Johann III. von Gützkow den Städten die offene Fehde. Am 13. Juni 1327 jedoch gelobten Johannes et Henninghus, Dei gracia comites de Gutzecowe in Greifswald mit ihren Vasallen der Herzogin Elisabeth von Pommern, Witwe Wartislaws IV., und deren unmündigen Kindern die Treue zu Pommern. Als Herzog Heinrich II. von Mecklenburg und die Herren Johann II. und Johann III. von Werle 1328 auf Treptow zogen, warfen sich ihnen die Pommern unter der Führung des Gützkower Grafen Johann III. entgegen und bezwangen die Mecklenburger bei Völschow. In der Folge kam es am 27. Juni 1328 zum Frieden von Brudersdorf, an dem die Grafen von Gützkow (de greven van Gutzcowe) maßgeblichen Anteil hatten und den sie auch mitzeichneten.
Die Grafen Johann III. und Johann IV. von Gützkow (Johannes et Hennyngus, Dei gracia comes in Ghutzecow) setzten am 26. Juni 1330 Mechtild von Schwerin, der Gattin Johanns IV. von Gützkow, ein Leibgedinge von 300 Mark und ein Erbgut im Dorf Vorwerk bei Loitz aus für den Fall, dass dieser stirbt.
Am 15. Juli 1331 versöhnten sich die Grafen Johann III. und Johann IV. von Gützkow (Johannes und Johanes de Gutzkouwe comites) erneut mit Herzog Barnim III. und versprachen ihm Heeresfolge auch außerhalb des Landes.
Im pommersch-brandenburgischen Krieg kam es am 1. August 1332 zur Schlacht auf dem Kremmer Damm. Hier soll sich einer der gräflichen Brüder vor den Brandenburgern schwere Verletzungen zugezogen haben, denen er später erlag.
Als die Herzöge Otto I. und Barnim III. von Pommern am 28. Juni 1333 in Lippehne in der Neumark mit dem Markgrafen Ludwig von Brandenburg einen Landfrieden auf drei Jahre vereinbarten, war auch ein Graf Johann von Gützkow (greve Johannes van Gutzecowe) beteiligt.
Die Grafen Johann III. von Gützkow (Johannes senior comes de Gutzecowe) und Johann IV. von Gützkow (Johannes junior Dei gracia comes de Gutzecow) bestätigten am 16. Januar 1334 in Gützkow die in ihrer Gegenwart geschehene Auflassung von 11 ½ Hufen in Sanz an die Brüder Heinrich und Ludekin Lange in Greifswald als Käufer durch die Gebrüder Behr und belehnten die Käufer. Unter den Urkundenzeugen in Gützkow war auch ein Rudolfo de Gutzecow, civibus in Gripeswold.
Graf Johann IV. von Gützkow (Johannes Dei gracia comes de Gutzecow) wiederholte und bekräftigte am 18. Juni 1334 in Gützkow die letztwillige Schenkung von Hebungen aus dem Dorfe Weitenhagen an das Kloster Eldena durch seinen verstorbenen Bruder Johann III. (frater noster Johannes bone memorie comes eciam in Gützecow) zur Errichtung einer ewigen Vikarie. Demnach starb Johann III. vor dem 18. Juni 1334. Am 18. Juni 1334 wiederholte und bekräftigte Graf Johann IV. von Gützkow (Johannes Dei gracia comes de Gutzecow) in Gützkow die letztwillige Schenkung von Hebungen aus dem Dorf Weitenhagen an das Kloster Eldena durch seinen verstorbenen Bruder Johann III. zur Errichtung einer ewigen Vikarie. Ebenfalls im Jahre 1334 am 18. November verkauften Lüdeke, Heinrich und Vicko von Behr mit Zustimmung von domicello Johanne comite de Gutsekow sieben Hufen in Sanz an die Greifswalder Brüder Lange für 385 Mark. Am 17. Dezember 1334 einigte sich Herzog Bogislaw V. von Pommern-Wolgast mit der Stadt Greifenhagen wegen hinterlassener Schulden seines Vaters Herzog Wartislaw IV., de greve van Ghutzecowe trat hierbei als erster unter den Urkundenzeugen auf.
Als sich am 25. Februar 1335 die Herzogin Elisabeth von Pommern-Wolgast und ihre Söhne Bogislaw V., Barnim IV. und Wartislaw V. in Treptow an der Rega mit Bischof Friedrich von Cammin verbündeten, war Johann IV. (nobilis vir Johannes comes de Gutzekow) erneut der erste unter den Zeugen, was seine wichtige Stellung am Herzoghof unterstrich.

Großes Siegel von 1336
S' Iohannis Dei gratia Comitis de Gutzecowe

Auch als das Domkapitel von Cammin am 11. März 1336 in Greifswald einen Streit mit dem Knappen Arnold von Rahmel beilegte, war Johannes comes in Guczekowe erster Zeuge. Als Johann IV. (Johannes Dei gracia comes de Guetzecow) am 21. Dezember 1336 erneut den Verkauf von sechs Hufen in Sanz durch die Geschwister Ludeke, Heinrich, Vicko und Heseke von Behr an die Greifswalder Bürger Heinrich und Ludeke Lange bestätigte und die Käufer damit belehnte, waren auch Henrico et Rodolfo dictis de Gutzecow fratribus civibus in Gripeswald wieder unter den Zeugen. Aus diesem Jahr stammt auch das sogenannte große Siegel (Abb.).
1337 bestätigte Graf Johann IV. (Johannes Dei gracia comes de Gutzecow) am 14. März den Verkauf durch die Brüder Behr an die Familien Schuppellenburg und Witte in Greifswald 33 Mark jährliche Hebungen von sechs Hufen in Groß Kiesow und belehnt diese mit der Hebung. Am 4. Oktober bezeugte und besiegelte er eine Bestätigung Herzog Barnims III. an das Kloster Jasenitz mit Bezugnahme auf eine frühere Urkunde vom 9. Mai 1331.
Bischof Ludolf von Schwerin, die Herzöge Erich und Albrecht von Sachsen, Herzog Barnim III. von Pommern-Stettin, Herzog Waldemar von Schleswig, Graf Heinrich von Schwerin, die Grafen Gerhard und Johann von Holstein, Fürst Albrecht von Mecklenburg, Graf Johann von Gützkow, die Fürsten Johann und Nikolaus von Werle, Graf Adolf von Schauenburg und Graf Nikolaus von Schwerin, schlossen am 11. Januar 1338 in Lübeck einen sechsjährigen Landfrieden, in den sie auch die Städte Lübeck, Hamburg, Rostock und Wismar einbezogen. Johann, greve van Gutzecowe hatte im Kriegsfall dem Bündnis 10 Mann zu Pferde mit Rüstung und 5 Schützen, sowie eine kleine und eine große Kanone mit einem Geschützmeister zu stellen. Seine Stellung in der Aufzählung der Koalitionäre lässt erneut auf sein hohes Ansehen schließen. Als die Pommernherzöge 14. August 1338 nach 100 Jahren Kampf, in dem letztlich auch Graf Johann III. von Gützkow auf dem Kremmer Damm sein Leben verwirkt hatte, gegen Brandenburg deren Lehnsoberhoheit abgeschüttelten, fand in der in Frankfurt am Main für Markgraf Ludwig von Brandenburg gefertigten Urkunde auch hern Johansen grafen ze Guezzgow Erwähnung. In der Ausfertigung der Pommernherzöge fehlt dieser Satz.
Herzog Barnim III. von Pommern-Stettin bestätigte in Lübeck am 2. Juni 1340 dem Kloster Reinfeld alle von seinen Vorgängern verliehenen Privilegien und schenkte dem Stift die Mühle in Treptow an der Rega. Erster Urkundenzeuge ist erneut generoso viri Johanne comite Guscowen.
Die Brüder von Behr verkaufen vorbehaltlich der Zustimmung ihres Herren, des Grafen Johann IV. von Gützkow (domino Nostro Johanne comite de Gutzekowe) am 3. März 1342 dem Greifswalder Bürger Heinrich Lange drei Katen in Sanz.
1346 verpfändete Graf Johann der Ältere von Gützkow an den Magister Eberhard Rubenow 40 Mark Pacht von 9 Hufen und einigen Katen des Dorfes Kartzin für 365 Mark.
Am 28. September 1348 verkaufte Johann V. (Johannes, Dei gracia comes de Gutzecowe iunior) im Konsens mit seinem Oheim Johann IV. (Johannis senioris, comitis de Gutzecowe) in Greifswald dem Greifswalder Ratsherrn Eberhard Walen und dessen Erben für 333 Mark, fünf Schilling und vier Pfennig sein Eigentum von 10 Hufen des Dorfes Müssow. Am 11. Dezember 1349 verkaufte Johannes iunior, Dei gracia comes de Gutzecow erneut im Konsens mit seinem Oheim Johannis senioris, comitis de Gutzecowe in Greifswald mit dem Recht zur Wiedereinlösung innerhalb von zwei Jahren noch einmal 20 Mark aus der jährlichen Hebung der Bede von 10 Hufen des Dorfes Müssow an Eberhard Walen und dessen Erben. Bereits vorher bezeugte grave Johann van Gützkow am 24. Juni 1349 in Stettin für seinen Herzog Barnim III. die Erlaubnis zur Gründung Stadt Greifenberg in der Uckermark. Auch verkaufte Johannes, Dei gracia comes in Gutzecowe mit dem Recht der Wiedereinlösung innerhalb von drei Jahren am 5. Dezember 1349 dem Greifswalder Ratsherren Johann Pape und seinen Erben, sowie den Brüdern Heinrich und Johann Poltzin, die das Lehen zu Händen Johann Papes übernehmen, 28 Mark Sundisch jährliche Hebungen von vier Hufen des Dorfes Guest, wie sie bisher dem Schlagtower Ritter Lippold Behr zugestanden hatten, für 250 Mark Sundisch und belehnte Johann Pape und Erben mit diesen Hebungen.
1352 setzten Graf Johann IV. von Gützkow und Herzog Barnim III. von Pommern-Stettin einen Erbvertrag auf, der die Einziehung der Grafschaft Gützkow durch das Herzogshaus mit dem absehbaren Ausgang des Grafenhauses Gützkow regelte.
Die Stadt Gützkow erhielt am 29. August 1353 durch Johannes, dono Domini comes in Gutzekow eine Bewidmungsurkunde, mit Bestätigung zahlreicher früherer Schenkungen und Besitzungen, Bestätigung der hohen und niederen Gerichtsbarkeit und der Befreiung von sämtlichen Abgaben und Diensten.
In Pasewalk am 6. Juni 1354 gelobten Graf Johann IV. von Gützkow (Johan, van der gnade Ghodes greve tu Gutzekow), Marschall Wedego Bugenhagen und 14 weitere namentlich aufgeführte pommersche Ritter und Knappen den Fürsten Albrecht und Waldemar von Anhalt sowie deren Mannen, dass alle Vereinbarungen gehalten werden sollten, die die Lehnsherren der Aussteller, die Herzöge Bogislaw V., Barnim IV. und Wartislaw V. von Pommern-Wolgast, mit den genannten Fürsten am 22. Mai 1354 zu Pasewalk über die Stellungnahme bei Streitigkeiten zwischen den beiderseitigen Vasallen getroffen haben. Am 22. Dezember 1354 überließ Johannes, Dei gracia comes in Ghutzekow für 1006 Mark Sundisch den oberen Teil von Hanshagen mit 23 Hufen, zwei Wassermühlen und allem Zubehör und allen Gerechtsamen einschließlich Pacht, Bede, kleinen Zehnten und den Leistungen an Leinwand und Rauchhühnern an den Greifswalder Bürgermeister Heinrich von Lübeck.
Im Jahre 1355 verkaufte Graf Johann IV. von Gützkow (Johannes, Dei gracia comes de Gutzekow) zunächst am 13. April dem Greifswalder Bürger Bertold von Münster und dessen Verwandtschaft und Erben aus der Bede von 4½ Hufen des Dorfes Weitenhagen jährliche Hebungen über 13 Mark und acht Schillinge für eine Kaufsumme von 110 Mark wiedereinlösbar innerhalb von 10 Jahren. Dann am 15. Juni bezeugt er gemeinsam mit Graf Otto von Eberstein-Naugard eine Beurkundung bzw. Transsumierung der Herzöge Bogislaw V., Barnim IV. und Wartislaw V. von Pommern-Wolgast für die Stadt Stargard als Johannes, comes in Gutzkow. Schließlich belehnte Johannes, van der gnade Godes en greve to Gutzekow die Greifswalder Bürger und Brüder Cord und Dietrich Wusterhusen mit sechs Hufen im Dorf Sanz.
1356 beurkundete Graf Johann IV. von Gützkow den Verkauf eines Hofes in Krowelin durch seinen Vasall Henning Owstin am 10. Februar, wobei er die Pfarrkirche in Gützkow durch künftige Getreideabgaben aus dem Hof begünstigte. Am 16. März verkaufte Johann, van der gnade Godes eyn ghreve tho Ghuetscowe in Gützkow den Brüdern Heine und Henning Behr von Schlagtow sowie ihren Erben für 305 Mark Sundischer Pfennige die Bede von vier Hufen zu Müssow und einigen Hufen zu Sanz, außerdem die Pacht von zwei Hufen zu Züssow und schließlich noch die Ritterbede von vier Hufen zu Groß Kiesow. Mit diesen Hebungen, frei von Leistung und Dienst, belehnte der Graf die Käufer und ihre Erben unter Wahrung des Rückkaufsrechtes binnen 10 Jahren. Als am 19. Juli die Herzöge Bogislaw V., Barnim IV. und Wartislaw V. von Pommern-Wolgast eine Reihe von Urkunden ihrer Vorgänger für die Camminer Kirche bestätigten und transsumierten, sind erneut die Grafen Johann IV. von Gützkow und Otto von Eberstein-Naugard (nobilis viris Johanne in Gutzekowe et Ottone in Neugarden, comitibus) unter den Zeugen. Schlussendlich trat Graf Johann von Gützkow im Jahre 1356 noch dem Kloster Eldena verschiedene Gerechtsame ab.
1357 war Graf Johann von Gützkow (nobilis dominus, dominus Johannes, comes de Gutzecow) nur einmal urkundlich als Zeuge aufgetreten, als die Herzöge Bogislaw V., Barnim IV. und Wartislaw V. von Pommern-Wolgast am 31. Januar in Wollin eine Urkunde von Herzog Barnim I. vom 5. Januar 1274 über die Verleihung des deutschen Stadtrechts an Cammin bestätigten und transsumierten.
Ein letztes Mal trat greve Johan van Gutzekow am 30. April 1359 in Schloss Ålholm auf Laaland als Zeuge für seine Herzöge Bogislaw V., Barnim IV. und Wartislaw V. von Pommern-Wolgast auf, als diese wegen des Fürstentums Rügen ihrem Lehnsherrn König Waldemar (Atterdag) von Dänemark und seinem Sohn Junker Christoph huldigten.
Als sich Herzog Bogislaw V. am 8. Juni 1372 zu Stargard mit seinen Brudersöhnen Wartislaw VI. und Bogislaw VI., über eine Teilung ihrer Herrschaft Pommern-Wolgast einigte, konnten die Herzöge über die Grafschaft Gützkow, die ihnen bereits am 27. Mai 1372 unterstand, als erledigtes Lehen frei verfügen. Graf Johann IV. von Gützkow muss also vor diesem Datum verstorben sein.

## Familie
Johann IV. vermählte sich, darüber besteht völlige Einigkeit, um den 28. Juni 1330 mit Mechthild, einer Tochter des Grafen Günzel VI. von Schwerin und der Richardis von Tecklenburg. Hoffmann und Schmidt sehen diese als Schwester seiner Schwägerin Elisabeth, Gattin seines Bruders Johann III., und setzen beide den Schwestern von Gützkow gleich welche noch 1378 urkundlich genannt werden.
Johann V. wurde noch von Pyl als Sohn von Johann IV. gesehen, sowohl Hoffmann als auch Rymar und Schwennicke, sehen ihn hingegen als Neffen, was sich konsequent aus der unterschiedlichen Sichtweise ergibt, welcher der beiden Brüder 1334 verstarb. Entsprechend sehen sämtliche Vorautoren von Hoffmann und Schmidt die oben bereits genannten Schwestern Elisabeth und Mechthild ebenfalls als Töchter von Johann IV. Davon abweichend weist Schwennicke die beiden Schwestern als Enkeltöchter Johanns IV. aus und nennt einen Grafen Johann VI. als seinen Sohn. Diese Auffassung lässt sich jedoch zumindest anhand des insgesamt aufgeführten Materials nicht nachvollziehen, entweder waren ihm die Ausführungen Hoffmanns unbekannt oder er hat sie an dieser Stelle abgelehnt.
Es ist hingegen chronologisch denkbar, dass es sich bei Hanna von Gützkow († vor 1383), welche seit 1373 mit dem erzbischöflichen Landrichter Hermann von Werberg († nach 6. Januar 1417) vermählt war, um eine Tochter Johanns IV. handelt. Schwennicke nennt zu ihr zwar keine Eltern, jedoch versieht er sie mit dem Titel Gräfin. Wie schon Barbara von Gützkow († vor 1323), die mutmaßliche erste Äbtissin im Kloster Krummin, lässt sich auch Hanna nicht gesichert in die Filiation der Grafen von Gützkow einfügen, obwohl sie wie ausgewiesen eine Gräfin von Gützkow war.